# Grammonota angusta
Grammonota angusta är en spindelart som beskrevs av Charles Denton Dondale 1959. Grammonota angusta ingår i släktet Grammonota och familjen täckvävarspindlar. Inga underarter finns listade i Catalogue of Life.